# Visoka poljana (distrikt i Sjumen)
Visoka poljana (bulgariska: Висока поляна) är ett distrikt i Bulgarien.   Det ligger i kommunen Obsjtina Chitrino och regionen Sjumen, i den nordöstra delen av landet, 290 km öster om huvudstaden Sofia.
Trakten runt Visoka poljana består till största delen av jordbruksmark. Runt Visoka poljana är det ganska glesbefolkat, med 24 invånare per kvadratkilometer.